# Municipio de Skrunda
El municipio de Skrundas (en Letón: Skrundas novads) es uno de los ciento diez municipios de Letonia, que abarca una pequeña porción del territorio de dicho país báltico. Fue creado durante el año 2009 después de una reorganización territorial. La capital es la villa de Skrunda.
El 1 de julio de 2021, el municipio de Skrunda dejó de existir y su territorio se fusionó con el municipio de Kuldīga.

## Subdivisiones
- Nīkrāces pagasts (zona rural)
- Raņķu pagasts (zona rural)
- Rudbāržu pagasts (zona rural)
- Skrunda (villa con zona rural)

## Población y territorio
Su población se encuentra compuesta por un total de 6.057 personas (2009). La superficie de este municipio abarca una extensión de territorio de unos 553,2 kilómetros cuadrados. La densidad poblacional es de 10,95 habitantes por cada kilómetro cuadrado.